# 이세르니아
이세르니아(이탈리아어: Isernia)는 이탈리아 몰리세주 이세르니아도의 코무네다. 이세르니아의 현도이기도 하다.

## 지리
카르피노 강과 소르도 강 사이에 350m-475m 높이로 솟아있는 바위 산마루에 위치해있다.
이세르니아는 16개의 프라치오네로 이루어져있다.

## 역사
이세르니아 지역은 최소 7만년전에 정착을 하던 지역이였다. 피네타(Pineta)라고 불리는 인근 지역은 인간의 불을 사용한 흔적이 있는 가장 옛지역이라고 과학잡지 사이언스에 인용되기도 했다.
도시의 로마식 명칭은 아에세르니아(Aesernia)이고, 아마 과거에 있던 삼니움 지명을 인용한걸로 보인다. 하지만 인도유럽조어 뿌리의 연결로 아에세르(aeser)의 뜻은 "물"이라는 근거 약한 결과가 나왔다.
본래의 아에세르니아는 베나프룸(Venafrum / 오늘날의 베나프로)에서 22 km 거리에 있는 강에서 작은 시냇물이 흐르는 불투르누스 계곡(오늘날의 볼투르노강)에 있던 펜트리 부족의 영역에 포함되는 삼니움의 도시였다.
이곳의 첫 언급은 기원전 295년에 이 지역이 볼투르누스 계곡 전체와 함께 로마의 손에 들어오면서 처음 언급된다. 삼니움족의 정복을 완료한후, 식민지와 라틴 시민권이 기원전 264년에 이곳 로마인들에 의해 들어오면서, 도시는 남부 이탈리아와 내부의 아펜니노 지역 사이의 교류 중심지가 되었다. 이 식민지는 제2차 포에니 전쟁 기간에 로마에 충성했던 18개의 지역으로 남아있던곳 중 하나로 기원전 209년에 다시 언급된다. 동맹시 전쟁 기간에 이곳은 로마편에 붙었고 삼니움족 출신 장군 베티우스 스카토(Vettius Scato)에 대항하여 용감하게 맞서싸웠지만, 오랜 공성전으로 인한 기근으로 기원전 90년에 항복하고 말았다. 이후로 이곳은 로마 동맹시 편의 손에 있었고 전쟁 후반기에는 루키우스 코르넬리우스 술라에게 패한 삼니움 출신 장군 가이우스 파피우스 무틸루스(Gaius Papius Mutilus)에게 피신장소를 제공하기도 했다. 이곳은 심지어 잠깐동안 코르피니움(Corfinium / 오늘날의 코르피니오)과 보비아눔(Bovianum)이 연속해서 정복당하면서 동맹시의 본부가 되기도 했다. 이시기에 이곳은 매우 중요한 지역이였고 요새도 있었지만, 마침내 기원전 84년에 삼니움인들을 물리친 술라에 의해 로마를 저버린 행위에 대한 약간의 처벌을 받았다. 스트라보가 말하길 그의 시대때는 아무도 살지 않게 되었다고 한다.

## 펜트로 디 이세르니아 DOC
이세르니아 주변 언덕에서는 레드, 화이트, 로제 이탈리아 DOC 와인을 생산한다. 포도들은 수확량이 11톤/헥타르로 한정되어 있어 레드 와인과 로제 와인에 필요한 최소 알코올 레벨 11%로 하고 화이트 와인은 필요로하는 최소 알코올 농도 10.5%로 한다. 레드와인과 로제 와인은 몬테풀치아노 45-55%, 산조베세 45-55%로 구성되어있고 필요로 하면 10%까지 지역의 포도로 채운다. 화이트 와인은 트레비아노 60-70%, 봄비노 비안코 30-40%로 구성되어있고 필요로 하면 10%까지 지역의 포도로 채운다.

## 같이 보기
- FC 이세르니아